# Partito Comunista di Germania contro la Repubblica Federale di Germania
Partito Comunista di Germania contro la Repubblica Federale di Germania è uno storico caso giudiziario del 1957 di cui si è interessata la Commissione Europea dei Diritti dell'Uomo, la cui sentenza ha confermato lo scioglimento del Partito Comunista di Germania da parte della Corte costituzionale federale tedesca un anno prima.

## Il fatto
Nel 1952, il governo federale tedesco aveva presentato una petizione per la messa al bando del Partito Comunista sulla base del fatto che la pratica rivoluzionaria del partito significava «l'indebolimento o l'abolizione dell'ordine democratico liberale fondamentale nella Repubblica Federale». A seguito delle udienze, la Corte costituzionale federale ordinò nel 1956 lo scioglimento del partito, la confisca dei suoi beni e vietò la creazione di organizzazioni sostitutive. Il Partito Socialista del Reich, di estrema destra, era stato bandito a causa della stessa petizione del governo nel 1952, ma il Partito Comunista era riuscito a prolungare e ritardare la procedura nei propri confronti. Il partito sosteneva che lo stesso art. 21 della costituzione della Germania Ovest sarebbe stato incostituzionale perché contrario al diritto di libertà di parola e alla libertà di associazione in violazione degli art. 9, 10 e 11 della Convenzione europea e che il marxismo-leninismo sarebbe una «scienza» che non avrebbe dovuto essere sottoposta a controllo di legittimità costituzionale.

## Sentenza
La Commissione fece riferimento all'art. 17 della Convenzione europea in cui si afferma che nessuno può avvalersi dei diritti garantiti dalla Convenzione per chiedere l'abolizione di altri diritti e pertanto non ha ritenuto necessario esaminare il caso sotto gli art. 9, 10 e 11. La Commissione ritenne quindi inammissibile il ricorso confermando quindi la messa al bando del partito in quanto la dittatura del proletariato propugnata dalla dottrina comunista allo scopo di instaurare un regime è «incompatibile con la Convenzione europea, in quanto comporta la distruzione di molti dei diritti o delle libertà in essa sanciti». Di conseguenza, il perseguimento della dittatura del proletariato non è compatibile con la Convenzione anche se avviene con metodi costituzionali.

## Conseguenze
Il caso e la sua sentenza sono stati di fondamentale importanza poiché hanno stabilito il precedente per cui vi sono limiti alla libertà di manifestazione del pensiero nel momento in cui questa libertà mette in pericolo la democrazia o viene usata per promuovere totalitarismi che sono nemici dei principi stessi della democrazia. Molte delle stesse argomentazioni esposte in questa decisione sono state riprese dalla Corte europea dei diritti dell'uomo quando ha confermato la messa al bando del Partito del Benessere, di estrema destra, in Partito del Benessere contro la Repubblica di Turchia nel 2001. Nel 2021 la Corte europea ha appoggiato, in una sentenza, il rifiuto del governo della Romania di registrare e legalizzare un partito comunista che aveva un programma politico legato al Partito Comunista Rumeno del dittatore Nicolae Ceaușescu.